# QSIG
QSIG är ett ISDN-baserat kommunikationsprotokoll som används för att etablera, underhålla och öppna kanaler för transport av information mellan olika PBX:er.